# الیجو ایندیاس
الیجو ایندیاس (انگلیسی: Alejo Indias؛ زادهٔ ۱۴ اکتبر ۱۹۶۶) بازیکن فوتبال اهل اسپانیا است.
از باشگاه‌هایی که در آن بازی کرده‌است می‌توان به باشگاه فوتبال الچه، باشگاه فوتبال سلتاویگو، و باشگاه فوتبال بارسلونا اشاره کرد.
وی همچنین در تیم ملی فوتبال کاتالونیا بازی کرده‌است.